# Распопин, Сергей Павлович
Сергей Павлович Распопин (1922—2014) — советский и российский инженер-физик, учёный и педагог, доктор технических наук (1970), профессор (1971), почётный профессор УГТУ (1998). Заслуженный деятель науки и техники РСФСР (1982).
Автор более 500 научных трудов и около 150 патентов и свидетельств на изобретения, под его руководством было подготовлено около 47 кандидатов и докторов наук.

## Биография
Родился 7 июля 1922 года в посёлке Нартас Уржумского уезда Вятской губернии в семье учителей сельской школы.
С 1939 по 1941 годы обучался на металлургическом факультете Уральского политехнического института. С 1941 года был призван в ряды Рабоче-Крестьянской Красной армии и направлен в действующую армию на фронт. Участник Великой Отечественной войны в составе 1889-го гвардейского стрелкового полка 61-й гвардейской стрелковой дивизии, в должностях — командира взвода, роты, стрелкового батальона и начальника химической службы, с 1945 года служил в составе Армейского химического склада № 3059 3-й гвардейской армии в должности начальника отдела хранения, в звании гвардии капитана. Воевал в составе Юго-Западного, Воронежского, 1-го, 3-го и 4-го Украинского фронтов. За участие в войне был награждён орденом Красной Звезды и медалью «За боевые заслуги».
С 1947 по 1950 годы продолжил обучение на металлургическом и физико-техническом факультете Уральского политехнического института, после окончания которого получил специализацию — инженера-физика. С 1950 по 1954 годы обучался в аспирантуре.
С 1950 года начал свою педагогическую деятельность в Уральском политехническом институте: с 1950 по 1959 годы работал в должностях — аспирант, старший преподаватель,
доцент и профессор на кафедре редких металлов, с 1959 по 1962 годы работал в должности — декана физико-технического факультета. С 1962 по 1992 годы в течение тридцати лет, С. П. Распопин являлся — заведующим кафедрой редких металлов Уральского политехнического института, под его руководством и при непосредственным участии была создана Уральская физико-техническая школа.
В 1954 году С. П. Распопин защитил диссертацию на соискание учёной степени — кандидат технических наук, в 1970 году защитил диссертацию на соискание учёной степени — доктор технических наук. В 1971 году С. П. Распопину было присвоено учёное звание — профессора, в 1998 году присвоено почётное звание — почётный профессор УГТУ.
Основная научная работа С. П. Распопина была связана с исследованиями в области электрохимии ионных расплавов и физической химии. С. П. Распопин был автором более пятисот научных трудов и около ста пятидесяти патентов и свидетельств на изобретения, под его руководством было подготовлено около сорока семи кандидатов и докторов наук. С 1957 по 2000 годы в течение сорока трёх лет, С. П. Распопин являлся членом Учёного совета УГТУ, так же членом редакционных коллегий журналов «Расплавы» и «Известия вузов. Цветная металлургия».
В 1982 году Указом Президиума Верховного Совета РСФСР «за заслуги в научной деятельности» Сергей Павлович Распопин был удостоен почётного звания — Заслуженный деятель науки и техники РСФСР.
Скончался 10 января 2014 года в Екатеринбурге. Похоронен на Сибирском кладбище.

## Награды
- Орден Отечественной войны I степени (06.04.1985[4])
- Орден Красной Звезды (16.05.1945)
- Орден «Знак Почета»
- Медаль «За боевые заслуги» (28.09.1943)

### Звания
- Заслуженный деятель науки и техники РСФСР (1982[3])
- Почётный гражданин города Кременная